# Bośnia i Hercegowina na Zimowych Igrzyskach Olimpijskich 2002
Bośnię i Hercegowinę na Zimowych Igrzyskach Olimpijskich 2002 reprezentowało dwóch zawodników, którzy wystąpili w narciarstwie alpejskim.
Był to trzeci start reprezentacji Bośni i Hercegowiny na zimowych igrzyskach olimpijskich.

## Skład reprezentacji

### Narciarstwo alpejskie
| Mężczyźni         |    |                        |         |     |         |     |         |     |
| Tahir Bisić       | 20 | Slalom mężczyzn        | 57.55   | 43. | 1:00.17 | 26. | 1:57.72 | 29. |
| Tahir Bisić       | 20 | Slalom gigant mężczyzn | 1:18.96 | 55. | 1:17.21 | 44. | 2:36.17 | 44. |
| Tahir Bisić       | 20 | Kombinacja             | DNF     | DNF | —       | —   | DNF     | DNF |
| Enis Bećirbegović | 25 | Slalom gigant mężczyzn | 1:17.56 | 50. | DNF     | DNF | DNF     | DNF |